# 莱普拉多
莱普拉多（法語：Les Pradeaux，法語發音：[le pʁado]）是法国多姆山省的一个市镇，位于该省南部，属于伊苏瓦尔区。

## 地理
莱普拉多（45°30'45"N, 3°17'44"E）面积5.54 平方千米，位于法国奥弗涅-罗讷-阿尔卑斯大区多姆山省，该省份为法国中南部省份，北起阿列省接壤，东临卢瓦尔省，南至上盧瓦爾省和康塔爾省，西接科雷兹省和克勒兹省。
与莱普拉多接壤的市镇（或旧市镇、城区）包括：勒布罗克、诺内特-奥尔索内特、帕朗蒂尼亚、圣马丹德普兰、圣雷米德沙尔尼亚。

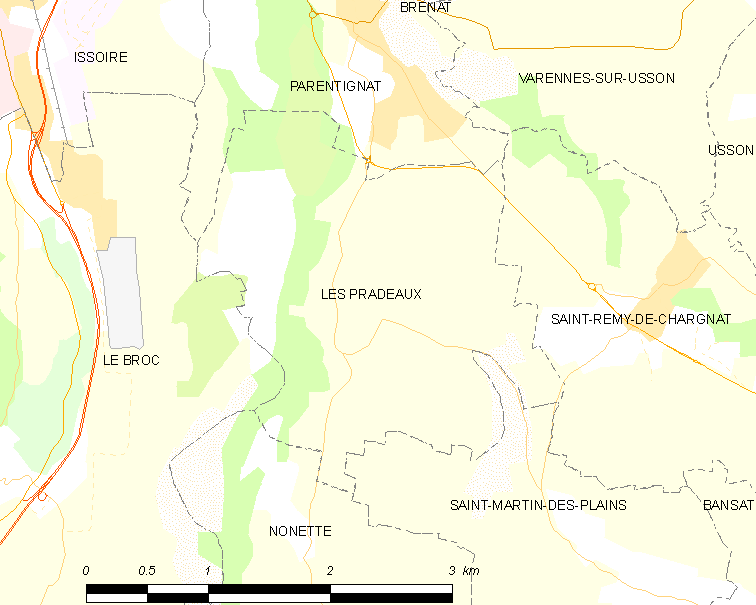
莱普拉多的OSM定位图

莱普拉多的时区为UTC+01:00、UTC+02:00（夏令时）。

## 行政
莱普拉多的邮政编码为63500，INSEE市镇编码为63287。

## 政治
莱普拉多所属的省级选区为布拉萨克莱米讷县。

## 人口

1962-2008年间莱普拉多人口变化图示

莱普拉多于2022年1月1日时的人口数量为355人。